# 난민 수용소

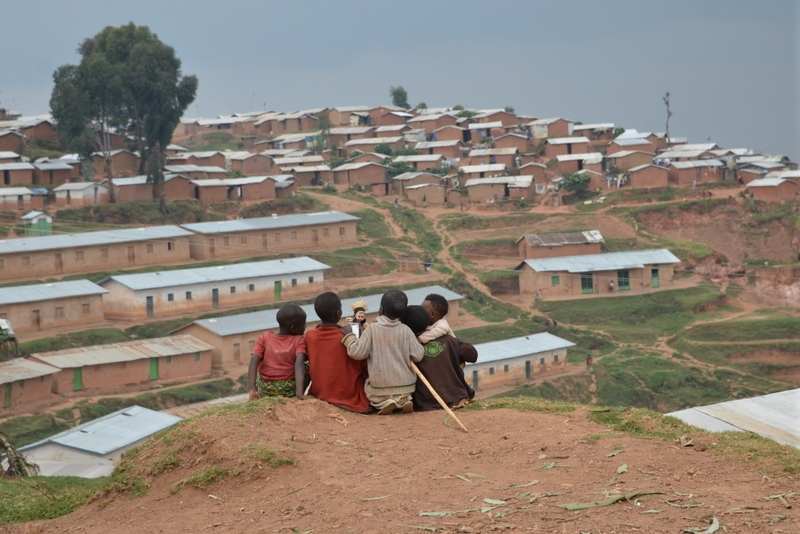

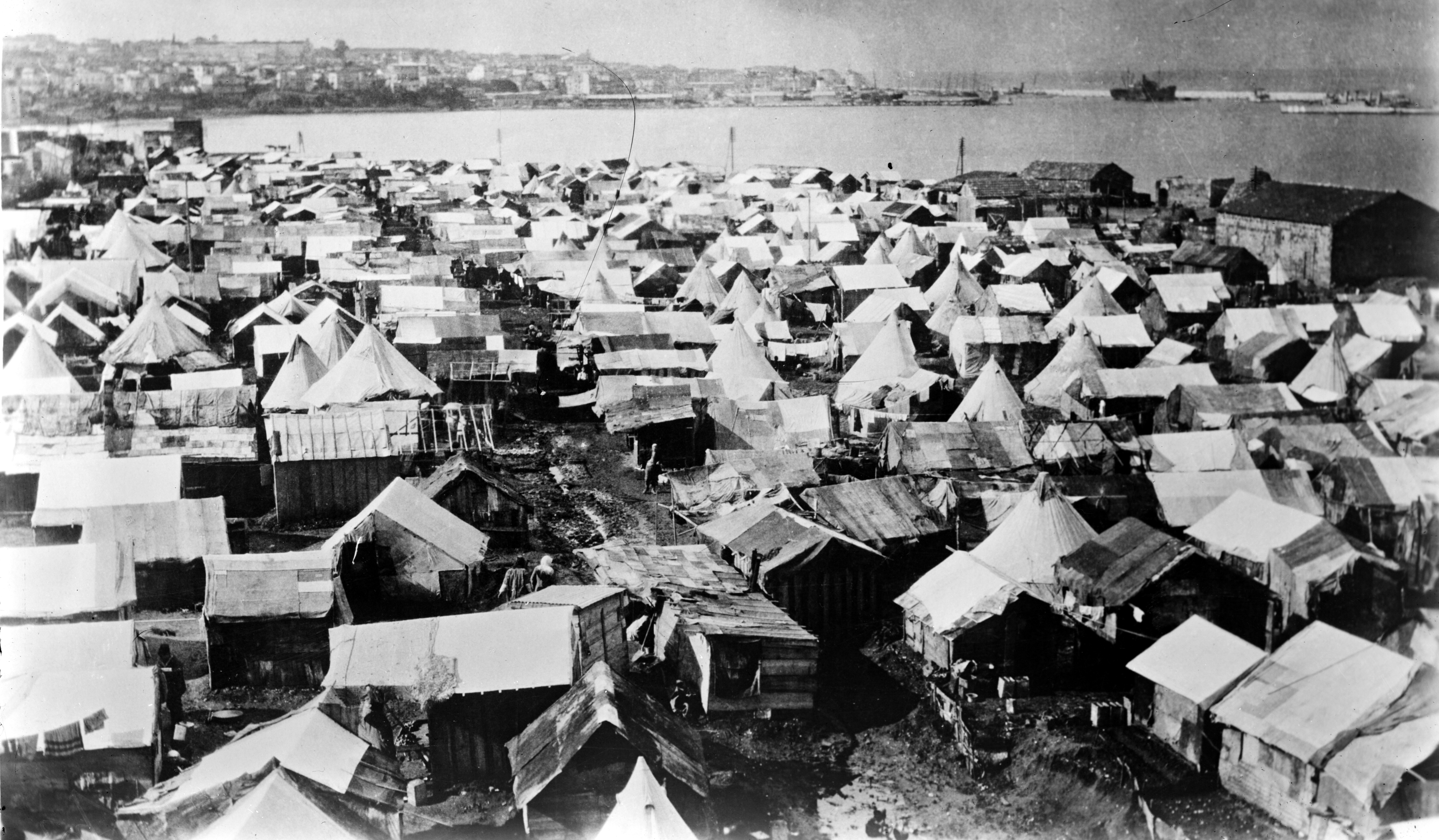

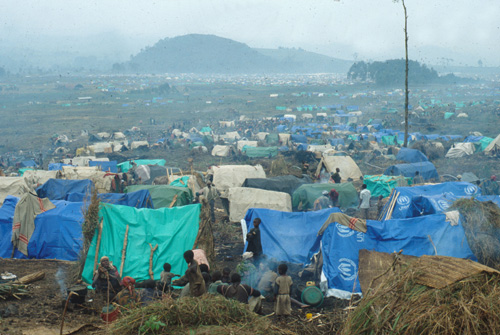
1994년 르완다 대학살 사건 이후 르완다를 위한 난민 캠프(현재의 콩고 민주 공화국 동부에 위치)

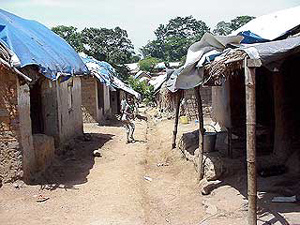
시에라리온 난민들을 위한 기니 캠프

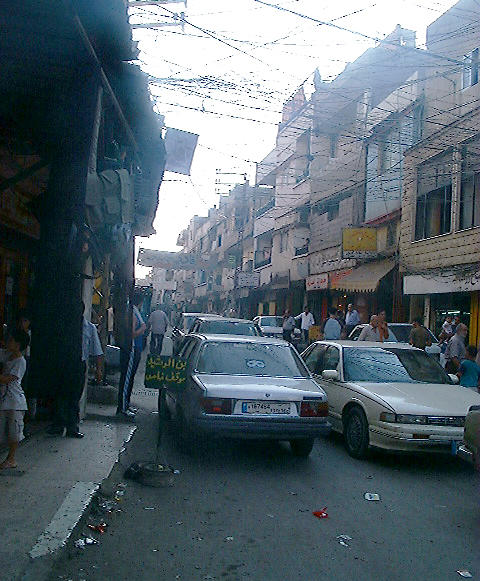
2005년 북부 레바논에 수용된 팔레스타인 난민

1957년 이스라엘 남부 유대인 난민을 위한 개발 캠프인 '미츠페 라몬'

난민 수용소(難民收容所)는 난민들을 수용하는 수용소이다. 종교, 전쟁, 인종, 국적, 기타 폭력에 의해 원래 살던 땅을 떠나게 된 사람들이 임시적으로 생활하는 공간이다. 난민이 발생한 나라 밖의 외국, 특히 인접국에 설치되는 일이 많다. 전쟁, 종교 등으로 인해 자신의 나라에 있을 수 없는 난민은 전세계에 약 2590만명이다.

## 난민 수용 국가

### 요르단
인구 950만명인 요르단은 난민 76만명을 수용하고 있다. 자타리 난민 캠프는 세계 최대 시리아 난민 캠프이다. 2011년 발생한 시리아 내전을 피해 도망친 시리아 난민들을 수용한다.

### 방글라데시
방글라데시 콕스바자르는 미얀마에서 피난 온 90만 명의 로힝야 난민이 거주하고 있는 지역이다. 2017년 미얀마군의 폭력 탄압으로 로힝야족 74만 여명이 피난을 떠나 방글라데시로 이주했다.

### 독일
독일 하이델베르크 난민 수용소는 1952~2013년까지 미군기지로 사용되다가 현재 난민수용소로 사용되고 있다. 시리아에서 온 난민이 제일 많고, 그 밖에 아프간, 이란, 파키스탄, 이라크, 나이지리아 등에서 전쟁과 분쟁을 피해서 온 난민들이 심사를 기다리는 첫 관문이다.
| 터키 | 요르단 | 레바논 | 파키스탄 | 우간다 | 독일 | 이란 | 에티오피아 | 수단 | 방글라데시 |
| ---- | ------ | ------ | -------- | ------ | ---- | ---- | ---------- | ---- | ---------- |
| 370  | 290    | 140    | 140      | 110    | 100  | 97.9 | 92.1       | 90.8 | 90.6       |

## 난민 수용소 실태

### 불결한 위생상태

#### 호주 마누스 섬 난민 수용소
화장실이나 샤워실과 같은 위생시설이 턱없이 부족해 대부분의 억류자들이 불결한 위생상태로 인한 각종 질병에 시달리고 있다. 배급되는 음식을 받거나 화장실을 가기 위해 하루 평균 4~5시간씩 뙤약볕에 서서 기다려야 하며, 비누와 같은 생필품도 턱없이 부족한 상태이다.

### 여성 인권 침해

#### 리비아 난민 수용소
리비아 난민 수용소의 여성이 "수용소 간수가 깨끗한 물을 주는 대가로 성관계를 요구했다."고 폭로했다. 이를 거절한 여성에게 간수가 "총으로 등을 눌러 쓰러뜨린 뒤 군홧발로 허리를 가격했다."고 했다. 수용소의 여성들은 물, 음식 등 필수품을 얻거나, 화장실을 가기 위해 간수들로부터 성관계를 요구받은 바 있다.

### 아동 교육권 침해

#### 레바논 난민 수용소
레바논에 약 50만 명 시리아 학령기 아동이 난민으로 등록되어 있고, 실제로는 약 66만명으로 추산된다. 2018년도 기준, 이 중 약 42%만이 학교에 등록되어 있다. 시리아 난민에 호의적이지 않은 정부와 불안정한 레바논 정치상황에 의해, 시리아 난민 아동의 교육권이 보장될 가능성이 적다.

## 같이 보기
- 유엔난민기구